# Xã Fairfield, Quận Franklin, Indiana
Xã Fairfield (tiếng Anh: Fairfield Township) là một xã thuộc quận Franklin, tiểu bang Indiana, Hoa Kỳ. Năm 2010, dân số của xã này là 537 người.